# Atya (Horvátország)
Atya (horvátul: Šarengrad) falu Horvátországban, Vukovár-Szerém megyében. Közigazgatásilag Újlakhoz tartozik.

## Nevének eredete
Horvát neve, a Šarengrad (= tarka vár) alakban a régi Szár család emlékét őrzi. A település magyar neve Atya, amelyről a falu fölött emelkedő löszdombon ma is álló Atyavár is elnevezését nyerte.

## Fekvése
Újlaktól 8 km-re nyugatra, a Duna jobb partján, Szata (Sotin) és Újlak (Ilok) között fekszik. Közigazgatásilag Újlak városi községhez (járáshoz) tartozik.

## Története
A régészeti leletek tanúsága szerint Atya területe már ősidők óta folyamatosan lakott. A falutól nyugatra, a Duna felett emelkedő magas teraszon, a „Renovo” nevű lelőhelyen 1903-ban talajművelés közben urnamezős temető maradványai kerültek felszínre. A leletek összegyűjtése után azokat a késő bronzkorra és a kora vaskorra datálták. A legrégibb kerámialelet a dályai csoportoz tartozott. A falutól ugyancsak nyugatra fekvő „Kuruzeb” lelőhelyen végzett régészeti terepbejárás során nagy mennyiségű kerámiatöredéket, kő- és csontszerszámokat, valamint különböző bronzkori tárgyakat találtak. A kerámiák a neolitikumtól a bronzkoron és a kora vaskoron át egészen a késő ókorig terjedő időszakból származtak. Megerősítették egy történelem előtti település létezését, míg az ókorban talán egy nagyobb villagazdaság, vagy katonai őrállomás volt ezen a helyen. A faluban a Stjepan Radić utca északi oldalán a 169. és 175. számok között, a „Klopare-Gradac” lelőhelyen csontvázas sírokból két fazékedény maradványai kerültek elő, melyeket a szakemberek a 8. és 9. század közötti időszakra datáltak.

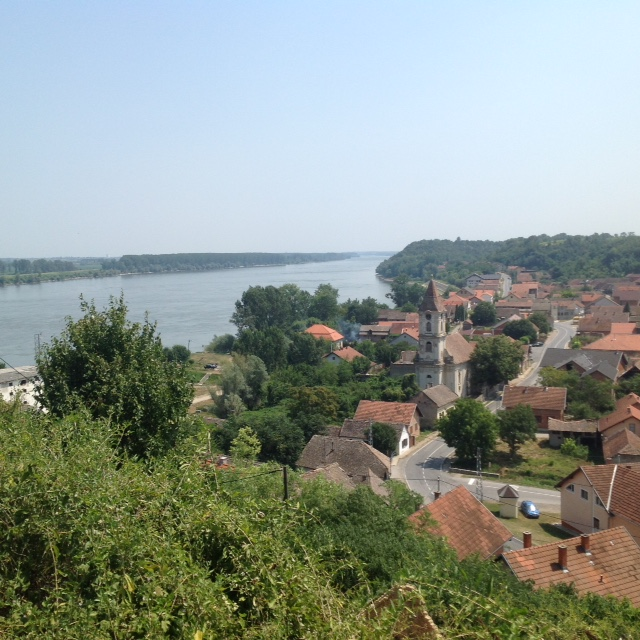
Kilátás a falura a várból

Atya egy régi dunai átkelőhelynél jött létre. A középkorban mezővárosi rangot élvező település első említése 1275-ből maradt ránk „Athya circa Danubium” alakban. Az 1332 és 1335 között kelt pápai tizedjegyzékben „Agay”, „Agka”, „Aga”, „Acha” névváltozatokban szerepel. A 14. században Atya az Ajnard nemzetségből származó családok (Szár, Atyai, Kükei, Vér) birtoka volt. Várának, amelyet a 14. század közepén Kükei „Szár” László nyitrai ispán építtetett, már 1403 előtt várnagyai voltak. Később hűtlenség vádjával a király a Kükeieket birtokukból kivetette. 1398-ban Zsigmond király Maróti János bánnak adta. 1470-ben a Maróti család kihalt, ettől kezdve birtokosai cserélődtek. A 15. században az uradalomhoz Atya városán kívül 24 falu tartozott.
Minorita kolostorát 1493-ban, régi dunai révjét pedig már 1449-ben említik. Laskai Osvát pesti vikárius 1499. május 19-én új rendszabályokat fogadtatott el az atyai kolostorban tartott káptalanon. A várat 1526 augusztusának elején foglalták el a törökök, és csak 1686-ban szabadult fel. A törökdúlás évszázadait csak egy nagyobb torony, valamint a körítőfalak romjai élték túl.
Az első katonai felmérés térképén „Sarengrad” néven található. Lipszky János 1808-ban Budán kiadott repertóriumában „Sarengrad” néven szerepel. Nagy Lajos 1829-ben kiadott művében „Sarengrad” néven 197 házzal, 848 katolikus és 386 ortodox vallású lakossal az oppidumok között találjuk.
A településnek 1857-ben 1265, 1910-ben 1472 lakosa volt. Szerém vármegye Újlaki járásához tartozott. Az 1910-es népszámlálás adatai szerint lakosságának 68%-a horvát, 16%-a szerb, 9%-a magyar, 5%-a német anyanyelvű volt. A település az első világháború után az új szerb-horvát-szlovén állam, majd később (1929-ben) Jugoszlávia része lett. 1941 és 1945 a Független Horvát Államhoz tartozott, majd a szocialista Jugoszlávia fennhatósága alá került. 1991-től a független Horvátország része. 1991-ben lakosságának 90%-a horvát, 5%-a szerb nemzetiségű volt. 1991-ben a megszálló szerb csapatok elűzték a horvát lakosságot, akik csak hét év után térhettek vissza kifosztott házaikba. A falunak 2011-ben 528 lakosa volt. A faluban általános iskola, posta, üzlet és vendéglő is található.

## Gazdaság
A helyi gazdaság alapja ma hagyományosan a mezőgazdaság és az állattartás. A településen emellett számos kézműves (halászok, ácsok, bognárok) is dolgozik.

## Népessége
| Lakosság változása | Lakosság változása | Lakosság változása | Lakosság változása | Lakosság változása | Lakosság változása | Lakosság változása | Lakosság változása | Lakosság változása | Lakosság változása | Lakosság változása | Lakosság változása | Lakosság változása | Lakosság változása | Lakosság változása | Lakosság változása |
| ------------------ | ------------------ | ------------------ | ------------------ | ------------------ | ------------------ | ------------------ | ------------------ | ------------------ | ------------------ | ------------------ | ------------------ | ------------------ | ------------------ | ------------------ | ------------------ |
| 1857               | 1869               | 1880               | 1890               | 1900               | 1910               | 1921               | 1931               | 1948               | 1953               | 1961               | 1971               | 1981               | 1991               | 2001               | 2011               |
| 1.265              | 1.484              | 1.424              | 1.558              | 1.489              | 1.472              | 1.392              | 1.448              | 1.349              | 1.622              | 1.443              | 1.357              | 1.106              | 1.005              | 838                | 528                |

### 1991-es népszámlálás
| Atya/Šarengrad |
| --- |
| 1991 |
| · total: 1,005 Horvátok 904 (89,95%) Szerbek 48 (4,77%) Szlovákok 7 (0,69%) Jugoszlávok 6 (0,59%) Magyarok 4 (0,39%) Muszlimok 3 (0,29%) Szlovének 2 (0,19%) Macedónok 1 (0,09%) Montenegróiak 1 (0,09%) Németek 1 (0,09%) others 2 (0,19%) nondeclared 10 (0,99%) unknown 16 (1,59%) |

### 1910-es népszámlálás
| Atya/Šarengrad | Atya/Šarengrad |
| --- | --- |
| Nyelv | Vallás |
| · total: 1,472 Horvát 1,008 (68,47%) Szerb 232 (15,76%) Magyar 117 (7,94%) Német 75 (5,09%) Ruszin 17 (1,15%) Szlovák 12 (0,81%) Cseh 1 (0,06%) Román 1 (0,01%) others 9 (0,61%) | · total: 1,472 Római katol. 1,188 (80,70%) Pravoszláv 242 (16,44%) Keleti katol. 20 (1,35%) Kálvinizmus 12 (0,81%) Zsidó 8 (0,54%) Evangélikus 2 (0,13%) |

## Nevezetességei
- Atya várát[13] a Duna felett emelkedő meredek falú magaslatra építették. 1405-ban már castellumként említik, akkor Maróti János macsói bán birtoka volt. 1507-ben a Geréb testvérek birtokába került, majd 1526-ban elfoglalták a törökök, kiverésük után romokban hevert. Déli részén állnak még egy négyszögletes torony maradványai, melynek földszintjén dongaboltozatos, míg emeletén gótikus bordás boltozatú helyiség található. a tornyon nagy ablaknyílások voltak. A toronytól északi irányban falmaradványok láthatók. A vár téglából épült és védőárok veszi körül. Egyike azon kevés fennmaradt középkori váraknak, amelyek a Duna mentén helyezkednek el.
- Szent Péter és Pál apostolok tiszteletére szentelt temploma[14] és kolostora. A templom egyhajós épület, szűk és alacsony, sokszögzáródású szentéllyel. Eredetileg gótikus épület volt, melyhez 1420 körül a szentély déli oldalához csatlakozó, három emelet magasságú harangtornyot építettek csúcsíves ablakokkal. A kolostor épülete is gótikus volt eredetileg. 1742 és 1757 között a templomot és a kolostort barokk stílusban építették át. A kolostorhoz új szárny épült, a templom pedig alacsonyabb, barokk boltozatot kapott. Az emeletes kolostorépület délről csatlakozik a templomhoz, belül pedig négyszögletes udvart zár körbe. A templombelső barokk kialakítása a 19. század elejéig tartott. Ekkor készültek márványozott és aranyozott a Páduai Szent Antal- és a Szűz Mária-mellékoltárok, az Assisi Szent Ferenc kép és a Pietà, valamint a keresztút fakeretes stációi. Az orgona 1823-ban készült.
- Szent Mihály arkangyal tiszteletére szentelt pravoszláv temploma a 18. században épült. Berendezése a 19. század első feléből való, barokk-klasszicista stílusú biedermeier elemekkel. Az ikonosztáz, Georij Dević fafaragóművész munkája 33 ikont tartalmaz, melyeket Bogdan Đukić festőművész festett Hristopulos Grekos segítségével 1854/55-ben. Az Istenanya trónját rokokó stílusban készítették, és gazdag aranyozással díszítették. A kórus szekkó stílusú festménye a rigómezei csatát ábrázolja.

## Oktatás
Írott történelmi források szerint a kolostorban már 1743-tól iskola működött, amelyet a ferences rendi atyák vezettek. A tanárok közül Lovro Kasanovićot és Bernard Leakovićot melítik. 1753-tól a 19. század végéig Šarengradban noviciátus működött a fiatal papok számára. Számos híres ferences professzor és író tanult ebben az iskolában. 1822-ben Horvat Ádámot említik a horvát nyelv oktatójaként és a Šarengradi Állami Iskola igazgatójaként. Ivan Markotić szerzetest, aki a templom orgonistája is volt 1834-ben tanárképzésre küldték. 1854-ben új iskolaépületet nyitottak a faluban, ahol a ferencesek tanítottak.
Közvetlenül a háború előtt az iskolába 350 tanuló járt és 35 alkalmazott volt. A délszláv háború idején az iskolában katonai parancsnokság rendezkedett be. Az iskolát később lerombolták, a bútorokat megsemmisítették. Az iskola első emeletén sokáig kínzókamra volt, ahova a helyi lakosokat hurcolták és vallatták. A tanítás csak hét év után indulhatott meg újra, miután az iskolaépületet 1998-ban felújították az Újjáépítési és Fejlesztési Minisztérium, valamint az Európai Unió támogatásával.

## Sport
Az NK Šarengrad labdarúgóklubot 1962-ben alapították. 1979. október 9-én az RNK Sloga Vukovar elleni mérkőzésen a 65. percben egy néző megtámadta a Sloga játékosát, miután eljárást indítottak a klub ellen, ami NK Šarengrad feloszlatásához vezetett. Nem ismeretes, hogy a klub létezett-e a délszláv háborúig. Az NK Šarengradot a horvát Duna-régió békés reintegrációja után 1998-ban vették újra nyilvántartásba. Jelenleg a megyei második ligában szerepel, amelyet a 2014/15-ös idényben a klub megnyert, de vezetői úgy döntöttek, hogy nem lép fel magasabb osztályba.